# Війна в міських умовах

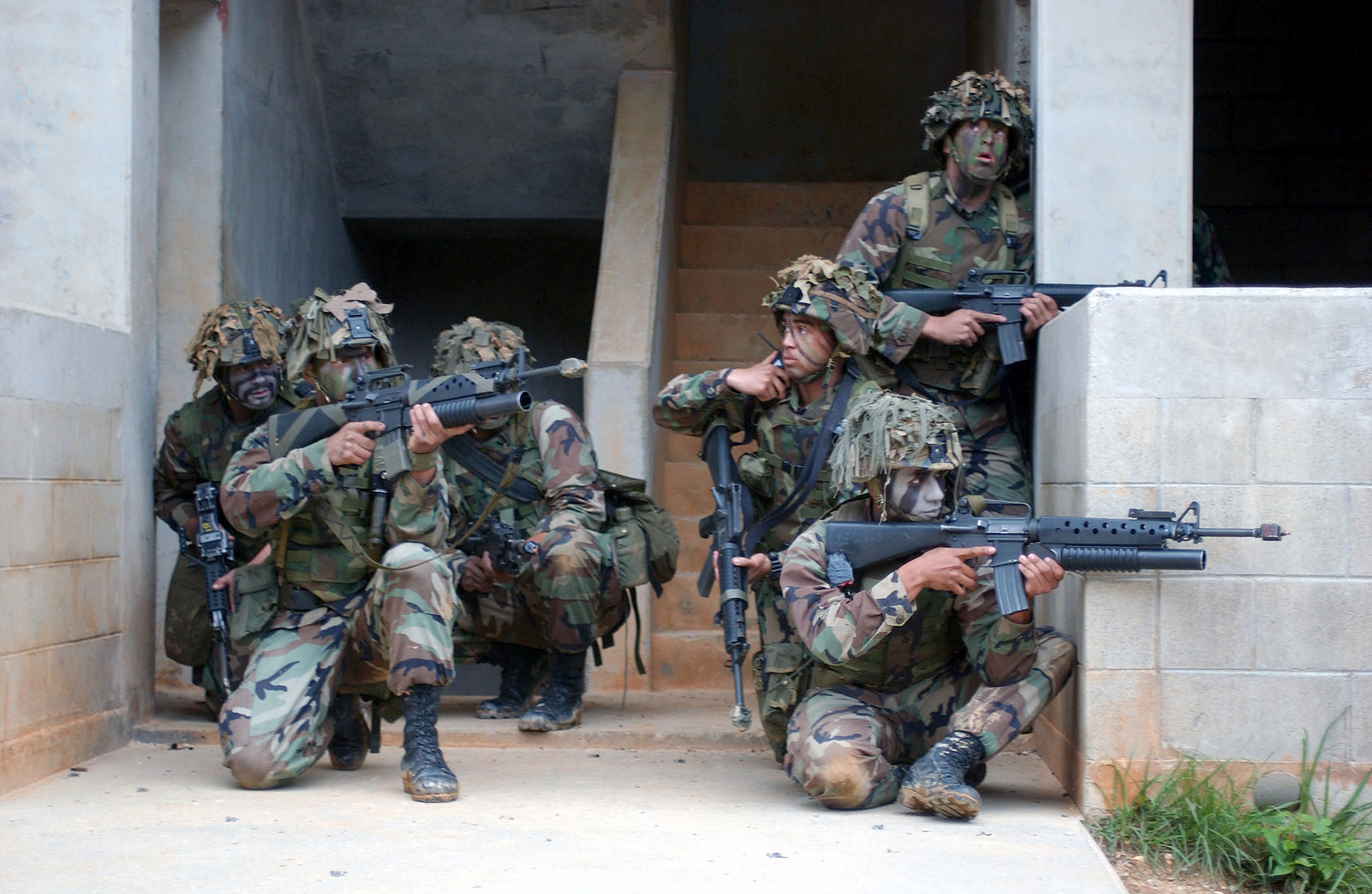

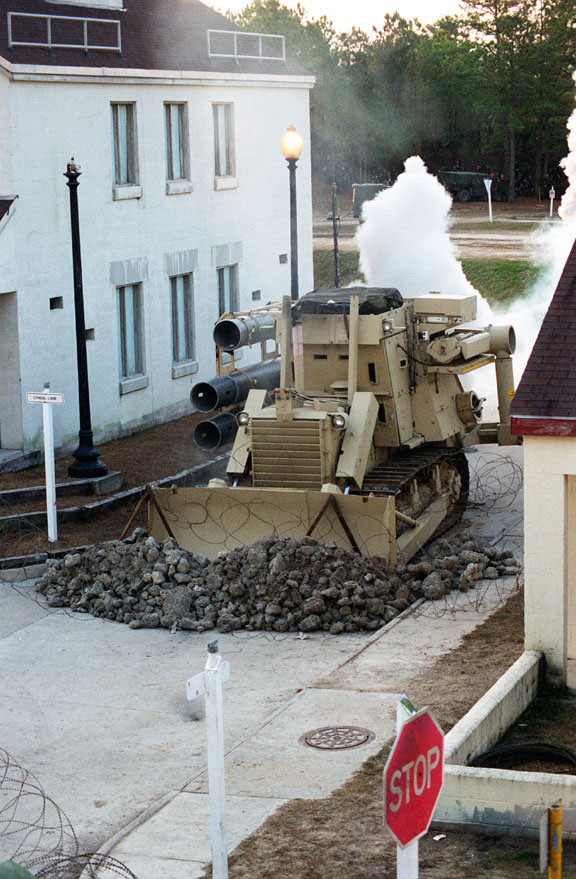

Війною в міських умовах (англ. Urban warfare) називають бої, що проводяться в населених районах, як-от міста та мегаполіси. Бої в міських умовах сильно відрізняються від боїв на відкритій місцевості як на рівні планування, так і на тактичному рівні. Фактори ускладнення у війні в міських умовах включають присутність цивільного населення та складність урбанізованої території.
Деяких цивільних буває важко відрізнити від бойовиків, наприклад озброєне ополчення та окремих осіб, які просто намагаються захистити свої домівки від нападників. Тактика ускладнюється тривимірним середовищем, обмеженим полем зору та вогнем через будівлі, великим числом сховищ для оборонців, підземною інфраструктурою та легкістю використання мін-пасток і снайперів.

## Військові операції в містах
Військові операції в містах під час Другої світової війни часто провадилися за допомогою великої кількості артилерійського вогню та повітряної підтримки, починаючи від винищувачів-штурмовиків і закінчуючи важкими бомбардувальниками. У деяких особливо жорстоких військових боях, як-от Сталінградська та Варшавська битви, використовувались усі види зброї незалежно від наслідків.
Однак, при звільненні окупованих територій, армії часто вдавались до обмеження застосування зброї, особливо за бойових дій у містах. Наприклад, в битві за Манілу в 1945 році, генерал МакАртур заборонив застосування артилерії та повітряних ударів задля збереження життя цивільних.
Армії зв'язані законами війни, що регулюють кількість використання сили, яка може бути вжита при атаці району, де знаходяться цивільні.
Іноді, як у випадку боїв в італійському містечку Ортоні під час Другої світової війни, атакувальна сторона (канадські збройні сили) відмовляється від використання всієї сили, яка у неї є. В інших випадках, як-от битва за Сталінград та битва за Берлін, обидві армії можуть вирішити евакуювати цивільне населення лише тому, що вважатимуть його непотрібним.
При атаці Грозного російськими військами в 1999 році, була використана значна кількість артилерії. Росіяни для вирішення питання з жертвами серед мирного населення попереджали мешканців міста про те, що вони збираються штурмувати місто, і радили мирним жителям покинути місто до того, як артилерія почне бомбардування.
Бій у міських умовах може надати певні переваги слабшим оборонцям або повстанцям, завдяки використанню засідок. Атакувальна армія має частіше враховувати три виміри і, відповідно, залучати значно більше бійців для контролю безлічі будівель та куп сміття.
Залізобетонні конструкції можуть бути зруйновані сильним бомбардуванням, але дуже важко зруйнувати таку будівлю повністю, коли вона добре захищена. Радянським військам доводилось відбивати кімнату за кімнатою при захисті сталеливарні «Червоний жовтень» (Красный октябрь) у битві за Сталінград, а також у 1945 році, під час перегонів за захоплення Рейхстагу; попри сильну артилерійську підтримку прямим наведенням.
Також важко зруйнувати підземні або добре укріплені споруди, а саме бункери й тунелі з комунікаціями; під час Битви за Будапешт в 1944 році, бої провадились у каналізаційних мережах, оскільки війська країн Осі та Радянського Союзу використовували їх для переміщення.
Характерними рисами середньостатичного міста є високі будинки, вузькі провулки, каналізаційні мережі та, за наявності, метро. Оборонці можуть отримати перевагу через детальне знання місцевості, плани внутрішньої частини будинків і всіляких засобів пересування, не вказаних на мапі.
У будинках можна розмістити зручні снайперські позиції, водночас провулки та засмічені вулиці ідеально підходять для встановлення мін-пасток. Захисники можуть пересуватись з однієї частини міста на іншу непоміченими, використовуючи підземні тунелі, а також діяти із засідок.
У той самий час, нападники є більш уразливими, ніж захисники, оскільки змушені частіше користати відкриті вулиці, вони незнайомі з секретними та прихованими маршрутами захисників тощо. Під час зачищення будинку за будинком, нападник також часто з'являється на вулицях.

## Битва за Монтеррей, Мексика
Битва за Монтеррей була першою великою битвою армії США в міських умовах. Вона почалась у вересні 1846 року, коли армія США під керівництвом Закарі Тейлора вторглася до міста. Американці до того часу не мали досвіду ведення бойових дій у міських умовах, тож вони не могли протистояти мексиканцям, що ховались на дахах будинків та стріляли з бійниць та гармат, встановлених посередині вулиць. Будинки в Монтерреї були зроблені з товстої саманної цегли, з міцними подвійними дверима та малою кількістю вікон. По периметру дахів були стіни висотою пів метра, які були бруствером для солдат, що оборонялися. Кожен будинок був, як форт.
21 вересня 1846 року армія США, частину якої складали елітні солдати, що недавно закінчили Вест-Пойнт, увійшла до міста та зазнала великих втрат від захисників. Американці не бачили людей, що ховались за стінами, амбразурами та на дахах будинків. Вони намагалися просуватись вулицею, допоки сильний вогонь не змушував їх ховатися в прилеглих будинках. Тейлор спробував ввести до міста артилерію, але вона не завдавала помітних проблем для мексиканців. Два дні потому американці знову штурмували місто з двох боків, але цього разу вони билися по-іншому.
Не бажаючи повторювати помилки 21 вересня, генерал Вільям Ворс дослухався до своїх техаських радників. Ці люди раніше воювали в мексиканських містах у битві за Мієр у 1842 році та битві за Бексар у 1835. Вони розуміли, що армія повинна зробити «мишачі дірки» у стінах будинків та витіснити захисників у ближньому бої.
Люди Ворса використовували кайла для пробиття проломів у стінах будинків, або ж використовували драбини, щоб залізти на верхівку даху та зійтися з мексиканськими захисниками у ближньому бої. Типовим прикладом захоплення будинку були такі дії: одна людина з кайлом підбігала до дверей та виламувала їх під вогневим прикриттям. Щойно на дверях з'являлись ознаки послаблення, 3-4 інших солдат підбігали до дверей та проламувались досередини, стріляючи з револьверів. Ворс, за 23 вересня, використовуючи нові техніки ведення міського бою, втратив невелику кількість людей.

## Битва за Берлін
Радянська бойова група була таким собі підрозділом, із близько 80 різноманітно озброєних людей, який ділився на штурмові групи з шести — восьми людей із сильною підтримкою польової артилерії. Ці тактичні підрозділи використовували тактику ведення вуличних боїв, яку радянська сторона змушена була розробити та розвивати в кожному Festungsstadt (місті-фортеці) від Сталінграда до Берліна.
Німецькі тактики в Битві за Берлін були обумовлені трьома підставами: досвідом, який німці набули впродовж п'яти років війни; фізичними характеристиками Берліна; і тактиками, які використовували радянські війська.
Більшість центральних районів Берліна складались із міських кварталів з прямими, широкими вулицями, що перетинались кількома водними шляхами, парками та великими залізничними станціями. Місцевість була переважно рівною, але було також декілька низьких пагорбів, як-от Кройцберг що підіймається на 66 метрів над рівнем моря.
Натомість житловий фонд складався з багатоквартирних будинків, побудованих у другій половині 19 сторіччя. Більшість із них завдяки правилам забудовування та невеликою кількістю ліфтів, мали п'ять поверхів і будувались навколо внутрішнього двору, до якого можна було потрапити з вулиці через коридор. Сам коридор зазвичай був достатнім у розмірах, аби туди зміг потрапити кінь із возом чи каретою, або ж маленька вантажівка, що використовувалась для доставки вугілля. У багатьох місцях такі багатоквартирні будинки були побудовані навколо декількох внутрішніх дворів, один за одним, до кожного з них можна було потрапити через зовнішні двори наземним тунелем, схожим на той, що з'єднував перший двір із дорогою. Найбільші та найдорожчі квартири виходили на вулицю. Менші ж та дешевші, розташовувались навколо внутрішніх дворів.
Як і радянські війська, німецькі були так само обізнані у веденні вуличних боїв. «Ваффен-СС» не використовували саморобних барикад на кутах будинків, оскільки їх міг дістати артилерійській вогонь з гармат, що били прямим наведенням по широких і прямих вулицях Берліна. Натомість, вони розміщали снайперів та кулеметників на горішніх поверхах та дахах, що вже було безпечнішим, позаяк радянські танки не могли наводити свої гармати на таку висоту. Вони також розміщали людей із панцерфаустами в отворах підвалів та влаштовували засідки на танки, що рухалися вздовж вулиць. Така тактика була швидко перейнята «Гітлерюгендом» та ветеранами Першої світової війни «Фольксштурм».
Для боротьби з такою тактикою, радянські автоматники розміщувалися на танках та стріляли у кожен дверний проріз або вікно, але при цьому танк не міг швидко повертати свою башту. Іншим виходом із ситуації були важкі гавбиці (152 мм та 203 мм), що били прямим наведенням та руйнували будинки, які обороняли німці, а також використання зенітних гармат проти захисників, розміщених на горішніх поверхах.
Радянські бойові групи рухалися з будинку до будинку, замість руху вздовж вулиць. Вони проходили крізь квартири та підвали, пробиваючи діри в стінах суміжних будинків (дуже ефективними для цього виявились залишені німцями панцерфаусти), в той час як інші пробивались по дахах та горищах.
Така тактика дозволяла зайти німцям (які лежали в засідці на танки) у фланг. Вогнемети та гранати були дуже ефективними, але, позаяк цивільне населення Берліна не було евакуйоване, така тактика неминуче призводила до значних втрат серед його жителів.

## Перша Чеченська війна
Під час Першої Чеченської війни більшість чеченських бойовиків були вишколені в радянських військах. Вони були розділені на бойові групи з 10–20 осіб, які в свою чергу поділялись на вогневі групи з 3–4 осіб. Вогнева група складалась із гранатометника, зазвичай озброєного РПГ-7с або РПГ-18с, кулеметника та снайпера. Група могла бути підсилена допоміжними стрільцями та постачальниками амуніції. Для знищення російської бронетанкової техніки в Грозному, п'ять або шість пошуково-ударних вогневих груп розміщувалися на першому, другому та третьому поверхах, а також у підвалах. Снайпери та кулеметники притискали вогнем допоміжну піхоту, водночас гранатометники стріляли у бронетехніку, цілячись у горішню, задню чи бокову частини техніки.
Спершу це було великою несподіванкою для росіян. Їхні бронетанкові колони, які мали взяти місто без проблем, як це сталося в Будапешті у 1956 році зазнавали таких втрат, що це більше нагадувало Битву за Будапешт у 1944 році. Як і під час штурму Берліна, як тимчасовий засіб, вони користали самохідні зенітні установки (ЗСУ-23-4 та 2К22М) для стрільби по вогневих групах, оскільки гармати танків не мали достатніх кутів підняття та нахилу, однак вогонь із зенітних установок не міг придушити п'ять різних вогняних груп, що стріляли одночасно.
Надалі росіяни брали з собою більше піхоти та починали систематичне просунення через місто, будинок за будинком та квартал за кварталом, при цьому спішена піхота пересувалась, захищаючи бронетехніку. Діючи на упередження, росіяни стали самі робити засідки та проїжджали бронетехнікою біля них, заманюючи чеченців у пастку.
Як і екіпажі радянських танків в Берліні 1945 року, які кріпили металеві сітки до зовнішньої частини своїх башт для зменшення пошкодження від німецьких панцерфаустів, дехто з росіян також кріпив металеву сітку в 25–30 сантиметрах від броньованого корпусу для захисту від чеченських РПГ.